# Погорєлець (Архангельська область)
Погорєлець (рос. Погорелец) — присілок в Мезенському районі Архангельської області Російської Федерації.
Населення становить 42 особи. Органом місцевого самоврядування до 2021 року Козьмогородське муніципальне утворення.

## Історія
Від 1937 року належить до Архангельської області.
Від 2004 року належить до муніципального утворення Козьмогородське муніципальне утворення.

## Населення
| 2002 | 2010 | 2012 |
| ---- | ---- | ---- |
| 60   | ↘32  | ↗42  |